# American College of Surgeons
Das American College of Surgeons (ACS) ist eine US-amerikanische chirurgische Fachgesellschaft mit Sitz in Chicago, die 1913 gegründet wurde. Die Mitglieder dürfen hinter ihrem Namen den Zusatz FACS (Fellow, American College of Surgeons) führen. Mit rund 78.000 Mitgliedern, darunter 4000 in anderen Ländern, ist das ACS laut eigenen Angaben die größte chirurgische Fachgesellschaft der Welt.
Das offizielle Publikationsorgan ist das Journal of the American College of Surgeons.